# Chlumetia euthysticha
Chlumetia euthysticha is een vlinder uit de familie van de Euteliidae. De wetenschappelijke naam van de soort is voor het eerst geldig gepubliceerd in 1942 door Turner.